# 14328 Granvik
14328 Granvik eller 1980 VH är en asteroid i huvudbältet som upptäcktes den 8 november 1980 av den amerikanske astronomen Edward L.G. Bowell vid Anderson Mesa Station. Den är uppkallad efter Mikael Granvik.
Asteroiden har en diameter på ungefär 8 kilometer.